# Valdejalón
Valdejalón o Jalón Medio (in Lingua aragonese Baldexalón o Xalón Meyo) è una delle 33 comarche dell'Aragona, con una popolazione di 23 721 abitanti; suo capoluogo è La Almunia de Doña Godina.
Amministrativamente fa parte della provincia di Saragozza, che comprende 17 comarche.
L'economia si basa principalmente sull'agricoltura (cereali, alberi da frutta e vite, coltivati lungo la valle del fiume Jalón) e sulla filiera agro-industriale (La Almunia), oltreché sull'industria automobilistica (Épila, industrie Opel).
Nel 2001 l'UNESCO ha inserito le opere artistiche in stile mudéjar (arabo-spagnolo) della comarca nella lista dei monumenti riconosciuti come Patrimonio dell'umanità.